# Axess Magasin
Axess Magasin (fram till nr. 6/2007 bara kallad "Axess") är en svensk kultur- och samhällstidskrift som ges ut av Axess Publishing AB.
Tidskriften utkommer med nio nummer per år och är en del av Ax:son Johnsonstiftelsens satsning på den så kallade tredje uppgiften. Huvuddelen av textmaterialet i tidningen utgörs av essäer.[källa behövs] Ett motto för tidskriften är "vetenskap, bildning, tradition".

## Inriktning
Varje nummer har ett tema – till exempel geopolitik, populism, public service, Ryssland, Dante, nationalism eller samtidens stora kulturfrågor – som belyses i några längre essäer. Dessutom finns en samhälls- och en kulturavdelning (kallad Civilisation). Avdelningen Tradition utgörs av essäer om äldre forskare eller författare. Längst bak i tidskriften finns recensioner av internationell facklitteratur. Två nummer om året innehåller också bilagor med recensioner av svenska fackböcker.
Axess Magasin har ibland jämförts med tidskriften Moderna tider som MTG gav ut fram till 2002. Internationella förebilder för Axess Magasin har varit The New York Review of Books och Times Literary Supplement. Axess är partipolitiskt oberoende men har ofta varit kritisk mot vänsterströmningar inom den kulturella, intellektuella och akademiska världen.
Förutom chefredaktören finns några redaktörer på tidskriften. 2007 började David Andersson som redaktör, 2008 tillkom Mats Wiklund och 2013 Jan Söderqvist. 2015 började Katarina O'Nils Franke som redaktionssekreterare.
I redaktionsrådet ingår Katarina Barrling, Louise Belfrage, Adam Cwejman, Erik Jersenius och Anna Victoria Hallberg.

## Historik
Tidskriften Axess startades 2002. Kay Glans var chefredaktör från starten till sommaren 2006. Han efterträddes av Erik Wallrup som tillförordnad chefredaktör fram till årsskiftet 2007, då Johan Lundberg blev chefredaktör. Under Lundbergs ledning gavs tidskriften större utrymme för estetiska frågor. Under hösten 2012 tillkännagav Lundberg att han, efter sex år, slutar som chefredaktör. Peter Elmlund blev då tillförordnad chefredaktör. Han efterträddes i augusti 2013 av PJ Anders Linder som var chefredaktör i nästan elva år innan han hösten 2024 efterträddes av Nina Solomin.
Under en tid hade Axess en bilaga, Annex, med recensioner av svenska böcker. Annex leddes av Erik Wallrup.
Tidigare redaktörer är bland andra Sofia Nerbrand (2002–2005), Lisa Irenius (2005–2007), Therese Bohman (2007–2012) och Mattias Hessérus (2010–2013).

## Verksamhet
Axess Magasin ägs av Nordstjernan Kultur och Media, som i sin tur ägs av Axel och Margaret Ax:son Johnsons stiftelse för allmännyttiga ändamål.
Axess anordnar också sedan 1999 de årliga så kallade "Engelsbergsseminarierna" och delar sedan 2011 ut Stora fackbokspriset.